# Лопухов (Словаччина)
Лопухов (словац. Lopúchov) — село в Словаччині, Бардіївському окрузі Пряшівського краю. Розташоване в північно-східній частині Словаччини.
Вперше згадується у 1345 році.
В селі є протестантський костел з поч. 19 ст. та римо-католицький костел з 1912—1913 рр.

## Населення
| Рік:            | 1993 | 2003    | 2013    | 2023    |
| --------------- | ---- | ------- | ------- | ------- |
| Кількість осіб: | 315  | 321     | 329     | 307     |
| Різниця:        |      | +1,90 % | +2,49 % | -6,68 % |

| Рік:            | 2022 | 2023    |
| --------------- | ---- | ------- |
| Кількість осіб: | 306  | 307     |
| Різниця:        |      | +0,32 % |

В селі проживає 323 осіб.
Національний склад населення (за даними останнього перепису населення — 2001 року):
- словаки — 99,38%
- українці — 0,62%

Склад населення за приналежністю до релігії станом на 2001 рік:
- римо-католики — 58,88%,
- протестанти — 38,01%,
- греко-католики — 0,93%,
- не вважають себе віруючими або не належать до жодної вищезгаданої церкви — 1,87%